# Calthropella
Calthropella é um gênero de esponja marinha da família Calthropellidae.

## Espécies
- Calthropella digitata Pulitzer-Finali, 1993
- Calthropella novaezealandiae (Bergquist, 1961)
- Calthropella recondita Pulitzer-Finali, 1972
- Calthropella simplex Sollas, 1888
- Calthropella stelligera (Schmidt, 1868)